# Louis-Joseph Froger-Plisson
 (mai 2022).
Pour les articles homonymes, voir Froger et Plisson.
Louis-Joseph Froger-Plisson, né le 30 août 1752 à Bessé-sur-Braye et mort le 8 mars 1821 à Vendôme, est un homme politique français.

## Biographie
Froger-Plisson est le fils d'un fermier général, propriétaire du Château de Courtanvaux près de Bessé-sur-Braye. Louis-Joseph suit des études de droit et est avoué à Saint-Calais.
Il participe aux débuts de la Révolution française et devient membre du directoire du département de la Sarthe. En septembre 1792, il est élu député à la Convention nationale, le neuvième sur dix.
Une fois à Paris, il siège au sein de la Plaine. Froger est nommé à la Commission dite des vingt-quatre chargée d'examiner les papiers de surveillance de la Commune de Paris. Il vote la mort de Louis XVI sans sursis, après avoir rejeté l'appel au peuple. En avril 1793 il vote pour la mise en accusation de Marat. 
Sous la Convention thermidorienne, il est chargé de l'approvisionnement de Paris, travail très difficile qui ne le rend pas populaire. Il se charge ensuite du ravitaillement du Nord et du Pas-de-Calais. Il participe aux débats concernant la rédaction de la Constitution de l'an III. En septembre 1795, il donne sa démission qui est refusée par ses collègues. 
Froger-Plisson est réélu en octobre 1795 au Conseil des Cinq-Cents. Au cours de ce deuxième mandat, il dépose un projet de loi sur la vente de poudre. Il démissionne de son poste le 18 février 1797 après avoir été arrêté par erreur, ayant été pris pour un conventionnel sans emploi, dont le séjour était alors interdit dans la capitale. 
Il quitte la vie politique et fonde à Vendôme une importante fabrique de gants employant cinq cents ouvriers. Très apprécié dans sa région, il parvient à échapper en 1816 à la proscription frappant les régicides.
Il meurt en 1821 à l'âge de soixante-huit ans.

## Source
- « Louis-Joseph Froger-Plisson », dans Adolphe Robert et Gaston Cougny, Dictionnaire des parlementaires français, Edgar Bourloton, 1889-1891 [détail de l’édition]